# آب معدنی کمشک
آب معدنی کمشک در منطقهٔ کمشک از توابع بخش جناح شهرستان بستک در غرب استان هرمزگان در جنوب ایران واقع شده است.

## چشمه
چشمه ای نمکی وجود دارد که بواسطهٔ تابش آفتاب آبش کمی گرم است و برای درمان بیماری‌های پوستی و روماتیسم مفید است.

## تنگ گری رودخانه
در غرب کمشک  تنگی است به نام گری رودخانه که منطقه بستک هرمزگان را به دهستان اشکنان وصل می‌نماید از این تنگ عبور می‌کند.
از گلویه این رودخانه جاده ای خاکی جیپ‌رو ایجاد شده که پس از عبور از روستای کال
به جلگه اشکنان منتهی می‌شود.
این چشمه بر سر این راه و ۱ میل به جنوب قرار دارد که آن را آب معدی کمشک می‌نامند.